# Säkkiselkä
Säkkiselkä är en kulle i Finland. Den ligger i Enare i landskapet Lappland, i den norra delen av landet, 1 000 km norr om huvudstaden Helsingfors. Toppen på Säkkiselkä är 183 meter över havet. Säkkiselkä ingår i Vätsäri.
Terrängen runt Säkkiselkä är huvudsakligen platt. Runt Säkkiselkä är det mycket glesbefolkat, med 2 invånare per kvadratkilometer.